# This Binary Universe
This Binary Universe es el quinto álbum de estudio de compositor y electrónica artista BT, y fue lanzado el 29 de agosto de 2006. El álbum fue un importante cambio de actitud para Transeau, en gran medida el abandono de la progresistas trance music era conocido por, en favor de los paisajes sonoros del ambiente, la orquestación y vivir [glitch [(música) | música glitch]]. Es el primer álbum de BT no ser puesto en libertad el vinilo, ni cualquier característica de solteros (a pesar de una edición de "1.618" fue incluida en una compilación). El álbum también se compone específicamente para DTS sonido envolvente 5.1. Una versión cinematográfica del álbum recibió una edición limitada de teatro, por lo general acompañado por las apariencias por Transeau sí mismo. El álbum está dedicado a la memoria del perro Transeau de Tootsie. Obras de arte del álbum hace guiños a binario ortografía de los nombres de BT en morse code en la portada, así como el uso adicional de código morse en los menús de DVD.

## Introducción
Antes de Este universo binario, BT estaba en la vanguardia de la escena trance, creando y produciendo una gran cantidad de singles populares para sí y para otros, entre ellos Pop para el grupo de pop * NSYNC. Álbum más exitoso de BT,tecnología emocionalvio el comienzo de un sonido más intimista y maduro, que llevó a la banda sonora Transeau estaba produciendo en ese momento, incluidos los de las películas de invisibley Monster ; estas cuentas de la película aparece un mínimo de pulsaciones, orquestación y un uso significativo de piano y guitarra acústica . Estimulado por estas fronteras recién sonora y el nacimiento de su hija Kaia, Transeau creado un completo downtempo el álbum de obras originales, principalmente como canciones de cuna para su hija. Kaia también se sentó en el regazo de Transeau a lo largo de la mayor parte de la producción en el álbum, y de hecho se puede ver en varios estudios con Transeau en el video incluido para "Good Morning Kaia".
Con Este universo binario, Transeau buscó más sus habilidades de composición, buscando la inspiración de indie rock y jazz, utilizando sus progresiones de acordes y estructuras de las canciones. El álbum hace un uso extensivo de la circuit bending, que consiste en el cableado teclados intencionalmente mal y en cortocircuito y juguetes de los niños para obtener secuencias de sonidos interesantes que luego son procesados y el tiempo corregido. Muchos de los beats y ritmos en el álbum fueron creados por programas de ordenador Brian Transeau se desarrolló para producir los efectos que quería, incluyendo Editar tartamudeo y Break Tweaker. Editar tartamudez ha sido liberado por iZotope, que adquirió el software de BT Arquitectos Sonik compañía en 2010.

"All That Makes Us Human Continues" was written entirely in Csound, a music sequencer written in the programming language C, over a period of six months. Several tracks also feature a full 110-piece orchestra; most notably, "The Antikythera Mechanism", which features the orchestra both in original and beat stuttered forms. The only traces left of previous BT albums are the closing minutes of "The Internal Locus", with its pronounced hip hop beat, and album closer "Good Morning Kaia", an ambient rock number filled with ocean sounds that is dedicated to his daughter.

## Recepción
EstoUniverso Binario fue un éxito de crítica, con varios críticos elogiando la nueva dirección de sonido y sensibilidad, y las críticas favorables que aparecen no sólo en la impresión convencional, sino también en instrumentos y publicaciones de música electrónica, tales como Keyboard Magazine. Al ser un lanzamiento de bajo perfil, el éxito comercial fue mínima.

This binary universe es en realidad un seguimiento de su banda sonora de 2004 a Monster, una genial obra de humor cinematográfico y Americana ambiente. Fue ignorada injustamente por tanto los Oscar y los Grammy, donde debería haber por lo menos fue nominado mejor para grabación de sonido envolvente. Nada de eso ha dejado de Brian Transeau ir más lejos por este camino de la electrónica expansiva del ambiente que lo lleva a cabo la dirección de techno-pop y el trance que había estado persiguiendo. Este binario grifos Universo, en el lado clásico de BT, con arreglos expansivos e intrincada, aunque el desarrollo minimalistas, temáticos. Desde la apertura de "Todos los que nos hace humanos continúa," BT se revela como un maestro de la Eno-esque melancolía, como melodías simples evolucionan a través de una paleta de instrumentos electro-orquestal. Jazz lounge con solos en la clave de guitarras abstracto, arpegiados quejumbroso, marchas electro, himnos minimalista, y paisajes oníricos pastoral disco un álbum que busca la alegría y la redención, pero no sin antes pasar por la oscuridad. La última pista, "Kaia Buenos días," es un himno a su hija recién nacida, y la canción más puramente himno en el disco.

Sospecho que la verdadera razón de ser de este universo binario'es el que acompaña 05:01 rodean DVD. BT crea un espacio de inmersión que los pinball menos sonoro y más esculturas de sonido, a menudo revelando diferentes aspectos de su música que en la mezcla estéreo. Cada canción en el DVD tiene un video exclusivo que incluye robots antiguos, dibujos surrealistas paisajes, las fantasías de acción en vivo, y diseños abstractos. Es la mejor manera de disfrutar de esta música, pero si ver un DVD o sintonizar con el CD de música,'Este universo binario puede ser la primera sinfonía de ambiente del siglo 21.

## Listado de canciones

### CD
1. "All That Makes Us Human Continues" – 8:15
2. "Dynamic Symmetry" – 11:23
3. "The Internal Locus" – 10:27
4. "1.618" – 11:34
5. "See You on the Other Side" – 14:23
6. "The Antikythera Mechanism" – 10:06
7. "Good Morning Kaia" – 8:11

### DVD
El DVD incluido contiene el álbum completo en DTS sonido envolvente 5.1 como una porción de audio, así como un cortometraje para acompañar a cada canción. Cuatro de estos cortos fueron creados por el artista gráfico CG Scott Pagano, una por Mondi, uno por las producciones de la dosis, y la última se compone de imágenes personales Transeau de su hija y él mismo. Los cortos incluidos recibieron una promoción teatral limitada, que contiene nuevas escenas para unirse a los segmentos juntos. Durante la carrera de teatro, BT se podría asistir, de ver la película con el público y responder a las preguntas antes y después de cada proyección.
Las películas cubrían toda la gama de la cinematografía, de la acción en vivo ("Good Morning Kaia") a generadas por ordenador de animación ("1.618") y la animación tradicional ("El Locus interno"). Varios vídeos cuentan con animaciones matemáticas, sobre todo en los fractales "El Mecanismo de Antikythera" y el uso de la razón áurea a través de "1.618". "Good Morning Kaia" consiste en su totalidad de material grabado por Transeau de sí mismo y de su hija, en casa o en vacaciones, mientras que un mensaje personal de Transeau a Kaia desplaza por la pantalla.
"1.618" fue incluido como uno de los videos por defecto la música en el Zune reproductor de medios digitales. Copias del álbum de los minoristas en línea (como el iTunes Store) incluye sólo los videos de "simetría dinámica" y "1,618".